# Ambrosia
Ambrosia var jämte nektar gudarnas mat i den grekiska mytologin. Detta skänkte dem odödlighet (och användes därför som sårsalva) och evig ungdom. Hebe och senare Ganymedes fördelade ambrosian bland gudarna.
Man tror att de två termerna ambrosia och nektar från början var likvärdiga – Homeros och senare diktare beskriver ambrosia som mat och nektar som dryck, medan andra diktare har det omvända förhållandet. Båda substanserna är väldoftande, och kunde kanske användas som parfym – i Homeros verk används de som smörjelse. Enligt den tyske filologen och mytforskaren Wilhelm Heinrich Roschers bok Nektar und Ambrosia (1883) var nektar och ambrosia från början olika former av samma substans, nämligen honung i form av en dagg som likt manna fallit från himlen, och användes som både mat och dryck.